# پادشاهی آیوتایا
پادشاهی آیوتایا (تایلندی: อยุธยา) یک پادشاهی در تایلند بود که بین سال‌های ۱۳۵۱–۱۷۶۷ ادامه داشت.

## نگارخانه

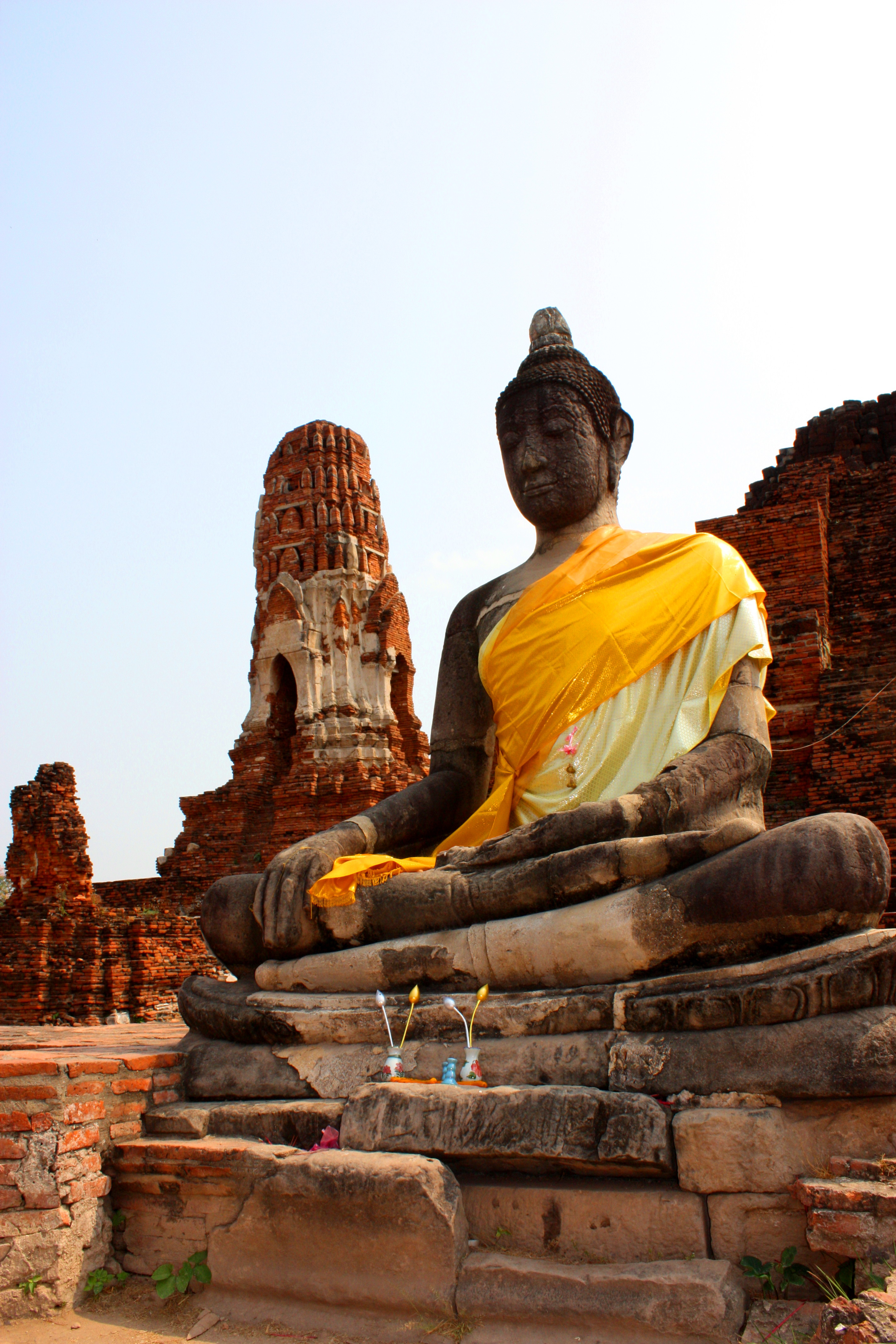
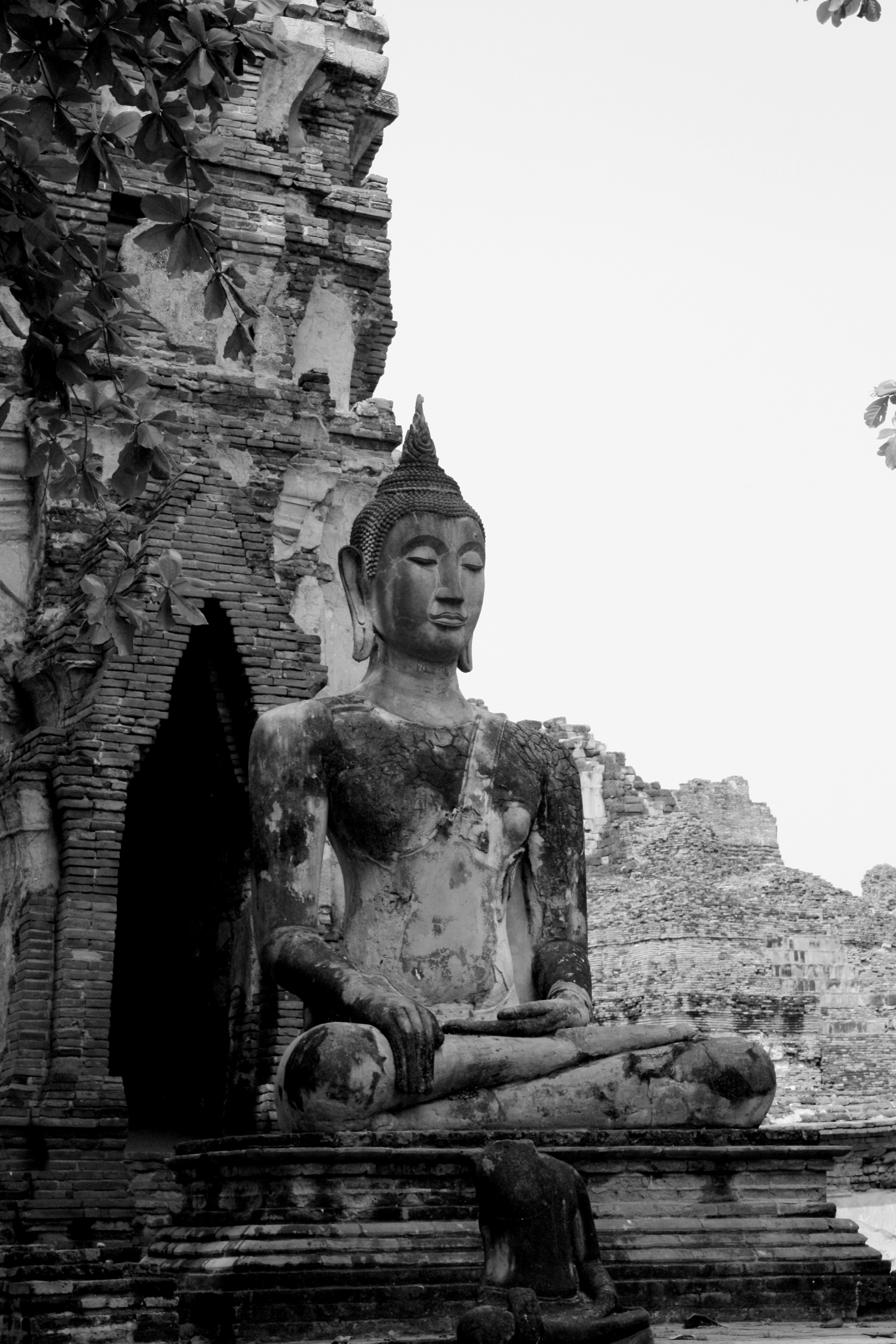